# أحمد ضميرية
أحمد ضميرية (مواليد عام 1971 في ريف دمشق) طبيب وسياسي سوري شغل منصب وزير الصحة في حكومة محمد غازي الجلالي من 23 أيلول 2024 إلى 10 كانون الأول 2024 بعد يومين من سقوط نظام الأسد.
حاصل على إجازة في الطب البشري من جامعة دمشق عام 1995 باختصاص الجراحة العامة وعلى البورد السوري في الجراحة العامة من الهيئة السورية للاختصاصات الطبية باختصاص جراحة تنظيرية.
عين معاوناً لوزير الصحة للشؤون الصحية منذ عام 2021 ومديراً للمشافي في الوزارة منذ عام 2018 حتى عام 2021 ومديراً للأمراض السارية والمزمنة منذ عام 2014 حتى عام 2018 ورئيساً لدائرة المشافي في مديرية صحة ريف دمشق منذ عام 2007 حتى عام 2009ـ وهو اختصاصي جراحة عامة وتنظيرية في مشافي مديرية صحة ريف دمشق.
عمل مديراً للبرنامج الوطني لمكافحة السل والأمراض التنفسية منذ عام 2014 ولغاية 2018 ومديراً لبرامج الأمراض المزمنة في الفترة ذاتها وعضواً في اللجنة الوطنية للتصدي لجائحة كورونا 2020-2021 و عضو مجلس إدارة الهيئة العامة لمشفى الأسد الجامعي منذ عام 2018 حتى عام 2021 ورئيساً لمجلس إدارة الهيئة العامة للطب الشرعي في سورية منذ عام 2021.
لديه العديد من الكتب الطبية المترجمة من اللغة الإنكليزية إلى العربية.